# Lista dei moduli lunari Apollo
Questo è l'elenco dei moduli lunari Apollo costruiti e l'attuale allocazione:

## Moduli lunari Apollo che hanno volato o destinati a volare
| Numero di serie | Nome       | Missione                                                          | Data di lancio                                                    | Sede attuale | Immagine |
| --- | ---------- | ----------------------------------------------------------------- | ----------------------------------------------------------------- | --- | -------- |
| LM-1 |            | Apollo 5                                                          | 22 gennaio, 1968                                                  | Distrutto nell'atmosfera terrestre |          |
| LM-2 |            | Non ha mai volato                                                 | Non ha mai volato                                                 | Esposto al National Air and Space Museum, Washington |          |
| LM-3 | Spider     | Apollo 9                                                          | 3 marzo 1969                                                      | Distrutto nell'atmosfera terrestre |          |
| LM-4 | Snoopy     | Apollo 10                                                         | 18 maggio 1969                                                    | Stadio di discesa caduto sulla Luna; stadio di ascesa in orbita solare |          |
| LM-5 | Eagle      | Apollo 11                                                         | 16 luglio, 1969                                                   | Stadio di discesa rimasto sulla superficie della Luna; stadio di ascesa lasciato in orbita lunare e successivamente caduto sulla Luna                                                                                            |          |
| LM-6 | Intrepid   | Apollo 12                                                         | 14 novembre, 1969                                                 | Stadio di discesa rimasto sulla superficie della Luna; stadio di ascesa fatto schiantare deliberatamente sulla Luna |          |
| LM-7 | Aquarius   | Apollo 13                                                         | 11 aprile, 1970                                                   | Distrutto nell'atmosfera terrestre |          |
| LM-8 | Antares    | Apollo 14                                                         | 31 gennaio, 1971                                                  | Stadio di discesa sulla superficie della Luna; stadio di ascesa fatto schiantare deliberatamente sulla Luna |          |
| LM-9 |            | Non ha mai volato                                                 | Non ha mai volato                                                 | Esposto al Kennedy Space Center (Apollo/Saturn V Center) |          |
| LM-10 | Falcon     | Apollo 15                                                         | 26 luglio, 1971                                                   | Stadio di discesa sulla superficie della Luna; stadio di ascesa fatto schiantare deliberatamente sulla Luna |          |
| LM-11 | Orion      | Apollo 16                                                         | 16 aprile, 1972                                                   | Stadio di discesa sulla superficie della Luna; stadio di ascesa lasciato in orbita lunare e successivamente caduto sulla Luna |          |
| LM-12 | Challenger | Apollo 17                                                         | 7 dicembre, 1972                                                  | Stadio di discesa sulla superficie della Luna; stadio di ascesa fatto schiantare deliberatamente sulla Luna |          |
| LM-13 |            | Non ha mai volato (per la cancellazione degli ultimi voli Apollo) | Non ha mai volato (per la cancellazione degli ultimi voli Apollo) | Parzialmente completato dalla Grumman; restaurato e in mostra al Cradle of Aviation Museum, Long Island (New York). Usato anche durante la mini-serie di HBO From the Earth to the Moon nel 1998.                                |          |
| LM-14 |            | Non ha mai volato (per la cancellazione degli ultimi voli Apollo) | Non ha mai volato (per la cancellazione degli ultimi voli Apollo) | Mai completato; notizie non confermate riportano che alcune parti (in aggiunta a parti provenienti dal veicolo-test LTA-3) sono incluse nel LM in mostra al Franklin Institute, Philadelphia (vedi Franklin Institute web page.) |          |
| LM-15 |            | Non ha mai volato (per la cancellazione degli ultimi voli Apollo) | Non ha mai volato (per la cancellazione degli ultimi voli Apollo) | Smantellato |          |
| * Per la localizzazione dei LM lasciati sulla superficie lunare, vedi la lista degli oggetti artificiali sulla Luna. |            |                                                                   |                                                                   | |          |